# Yves Ducharme
Yves Ducharme (*1958) Hull polgármestere volt Gatineau városban, Québec tartományban, Kanadában 1992 és 2002 között, valamint Gatineau város polgármestere 2002 és 2005 között. 2005-ös választási veresége után felhagyott a politizálással.

## Élete
Politikai karrierjét még 1986-ban kezdte, és '92 után számos alkalommal választották újra Hull város polgármestereként. 2002-ben rákényszerítették, hogy vegyen részt Gatineau környéki települések egybeolvasztásában, amellyel magát Hullt is Gatineauhoz csatolta. Az így létrejött új település első polgármestere is ő lett, legyőzve a választásokon Gatineau előző polgármesterét, Robert Labinet. Habár a 2005-ös év választását elvesztette, tagadhatatlan érdemei voltak abban, hogy az újonnan létrejött városban fejlesztések kezdődjenek. A közúthálózat és a tömegközlekedés jelentősen fejlődött, de sikerült azt is elérnie hogy a gáz felhasználásából és kitermeléséből származó adót a város infrastruktúrájának fejlesztésére fordíthassák. Az ellene irányuló kritikák többnyire azt vetették szemére, hogy döntéseit egy zárt, szűk csoport hozta meg és hajtotta végre, a képviselő-testület többnyire csak hiányos, vagy túl kevés információt kapott, és így szavazott a kérdésekben.

## Fordítás
- Ez a szócikk részben vagy egészben  a   Yves Ducharme című angol Wikipédia-szócikk ezen változatának fordításán alapul.  Az eredeti cikk szerkesztőit annak laptörténete sorolja fel. Ez a jelzés csupán a megfogalmazás eredetét és a szerzői jogokat jelzi, nem szolgál a cikkben szereplő információk forrásmegjelöléseként.